# Circle (empresa)
Circle es una empresa de tecnología igual a igual (en inglés: peer-to-peer, P2P) que opera la criptomoneda USDC, cuyo valor está vinculado al dólar estadounidense. Fue fundada por Jeremy Allaire y Sean Neville en octubre de 2013 y tiene sede en Boston. 

## Historia
Entre 2013 y 2016, la compañía realiza cuatro rondas de financiación entre empresas de capital riesgo, por las que se valora en más de US$135 millones de dólares, de los cuales 50 millones procedían de Goldman Sachs.  En junio de 2016, Circle recaudó 60 millones de dólares más en financiación Serie D, respaldada por nuevos socios.  En mayo de 2018, Circle recaudó 110 millones de dólares en capital de riesgo para crear USDC, una criptomoneda en la red Ethereum..
En septiembre de 2015, Circle recibió licencia del Departamento de Servicios Financieros del Estado de Nueva York  y en abril de 2016, el gobierno británico aprobó la primera licencia de moneda virtual para Circle. 
La plataforma de pagos Circle Pay, creada en 2016,  fue suspendida en 2019.  En efecto, en junio de 2019, se anunció que las aplicaciones web y móviles de Circle Pay dejarían de estar disponibles el 30 de septiembre del mismo año.  Cuatro meses después, en febrero de 2020, Circle vendió su plataforma de comercio de activos digitales a Voyager Digital. 
En julio de 2021, Circle anunció un plan para fusionarse con una Concord Acquisition Corp,  aunque en diciembre de 2022 desistió del acuerdo. 
El 10 de marzo de 2023, 3.300 millones de dólares de sus 40.000 millones de dólares en reservas de monedas estaban almacenados en Silicon Valley Bank, que estaba cerrado ese día.  Desde entonces, todo el efectivo mantenido en reserva se depositó en el Bank of New York Mellon Corp.  El mismo mes, la empresa anunció que había elegido París para desarrollar sus actividades comerciales en Europa,.
En junio de 2016, Circle anunció que comenzaría a expandir sus servicios a China. 

## Adquisiciones
El 26 de febrero de 2018, Circle anunció que había comprado el exchange de criptomonedas Poloniex por 400 millones de dólares. 
En noviembre de 2021, Circle lideró una enésima ronda de financiación de 13,5 millones de dólares en la plataforma Crowdcube. 

## Críticas
El 9 de julio de 2022, el autor Matt Taibbi publicó una descripción muy crítica de las prácticas comerciales de Circle en su artículo titulado « La era de la burbuja financiera cierra el círculo ».